# 金泉寺
金泉寺（こんせんじ）は、徳島県板野郡板野町にある高野山真言宗の寺院。亀光山（きこうざん）釈迦院（しゃかいん）と号す。本尊は釈迦如来で、脇侍に薬師如来・阿弥陀如来を安置する。四国八十八箇所第三番札所、阿波西国三十三観音霊場（東部）第23番札所、阿波北嶺薬師霊場9番札所。
- 本尊真言：のうまくさんまんだ ぼだなん ばく
- ご詠歌：極楽の宝の池を思えただ 黄金（こがね）の泉すみたたえたる

## 概要
寺名が金（きん）の泉（いづみ）の寺ということで金運上昇の御利益があるとされる。なお、所在地である大寺の村名は、当寺に由来する。板野郡は、板東と板西に分かれていたが、その境は当寺の堂の扉板をもって境としていたとされる。

## 歴史
寺伝によれば天平年間（729年 – 749年）に聖武天皇の勅願により行基が本尊を刻み、金光明寺と称したという。弘仁年間（810年 – 824年）に、空海（弘法大師）が訪れた際に、水不足解消のため井戸を掘り、黄金井の霊水が湧出したことから寺号を金泉寺としたという。
亀山法皇（天皇在位1259年 – 1274年）が法皇になって弘法大師の霊跡を巡拝の折、当地にもしばらく滞在し、その間に京都の三十三間堂を倣した堂を建立、千躯の千手観音を祀り、背後の山を亀山と名付け山号を亀光山と改めた。また、『源平盛衰記』には、元暦2年（1185年）に源義経が屋島に向かう途中本寺に立ち寄ったとの記載がある。
1582年（天正10年）には長宗我部元親による兵火にて大師堂以外の大半の建物を焼失したが、建物はその後再建され現在に至る。境内からは奈良時代の瓦が出土しており、創建は寺伝のとおり奈良時代にさかのぼると推定される。

## 境内

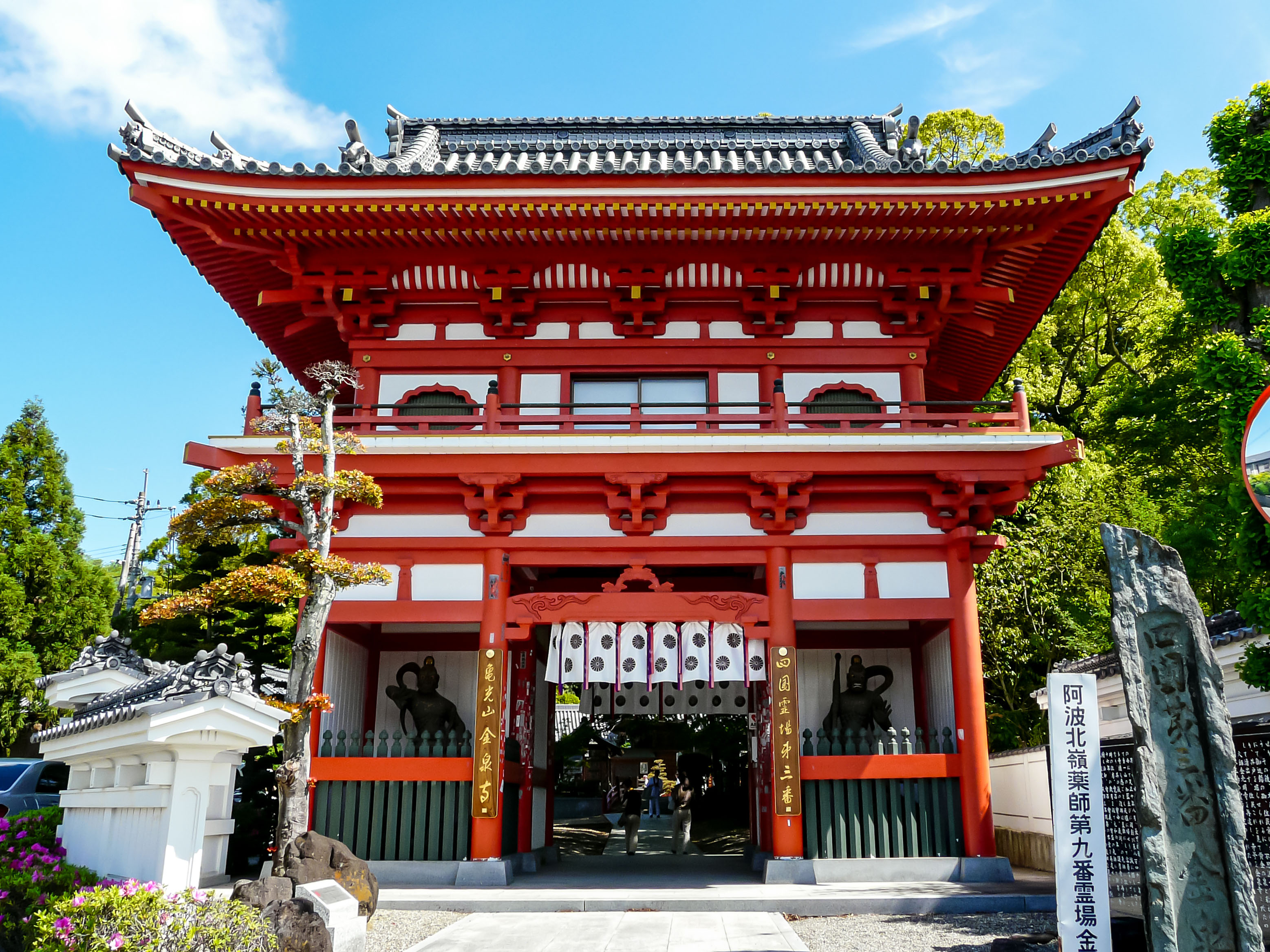
山門

- 山門（仁王門） - 三間一戸楼門、入母屋造。
- 本堂 - 本尊は両脇仏とともに2014年（平成26年）以降、開帳されている。
- 大師堂 - 2008年（平成20年）11月改築。堂内で参拝し大師像を拝観できる。
- 護摩堂 - 不動明王立像と二童子。格天井に花鳥画が描かれている。
- 観音堂 - 本尊は聖観世音菩薩像で、阿波西国三十三観音霊場札所。
- 閻魔堂
- 黄金の井戸 - この井戸に自分の顔が映れば長寿であると伝えられている。
- 満願弁財天像・倶利伽羅龍王像・慈母観音像 - ブロンズ像。
- 天満宮（祠）
- 弁財天社（祠）
- 多宝塔（阿弥陀堂）
- 長慶天皇の御陵
- 鐘楼
- 弁慶の力石 - 力試しに弁慶が持ち上げて見せたと伝えられている。
- 沙羅の木（ナツツバキ） - 大師堂の左側にあり、6月頃花をつける。
- 句碑 - 「宇免柳みずもふた手に王可連介理（梅柳水も二手に分かれけり）　菖渓」「西耳悲がし丹鶯のこゑ八十？（西に東に鶯の声八十歳）　菖宇」が本堂の東にある[4]。

朱塗りの山門を入り小さい橋（ごくらくばし）を渡ると左手に手水鉢がありその後に鐘楼・慈母観音がある。向かいに観音堂がありその前に修行大師像が立つ。正面に本堂が建ちその左に護摩堂が、手前右手に大師堂がある。大師堂の右奥に黄金の井戸と閻魔堂がある。手水鉢の場所から奥へ入ると納経所があり、その手前に弁慶の力石が置かれている。なお、熊蜂（クマバチ）が季節になると飛びまわるので要注意。
- 宿坊 - なし。
- 駐車場：14台・バス4台 - 無料。

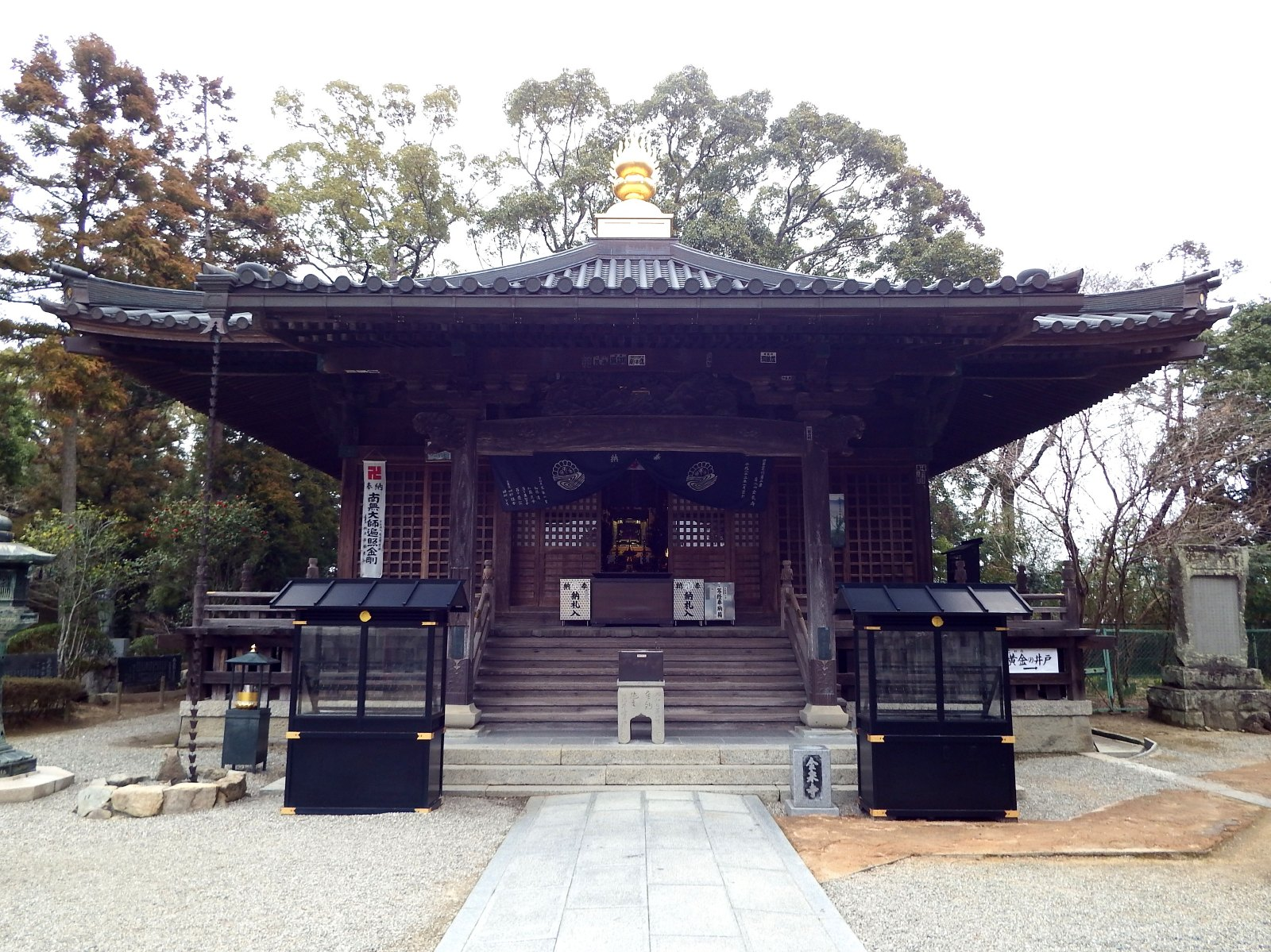
大師堂
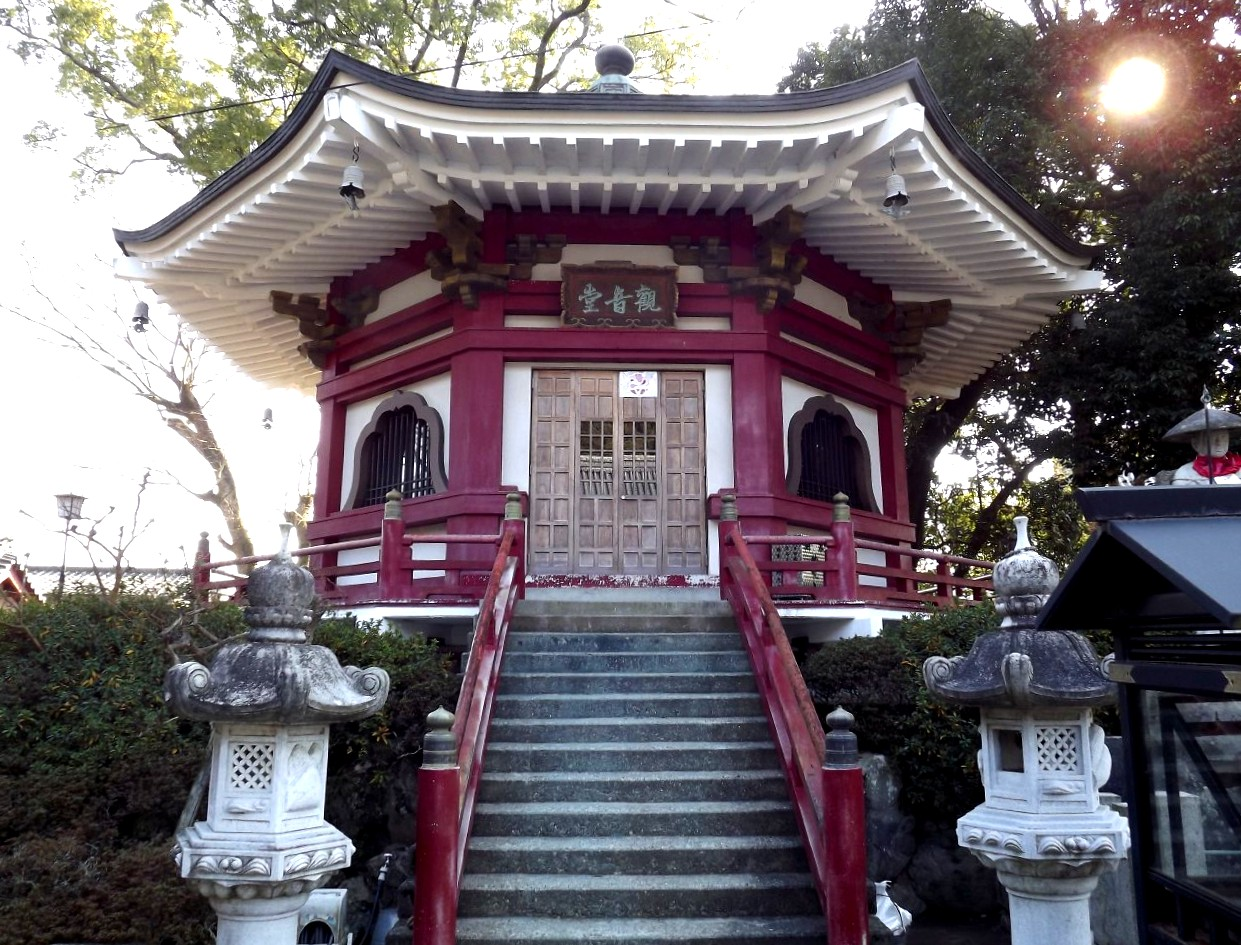
観音堂
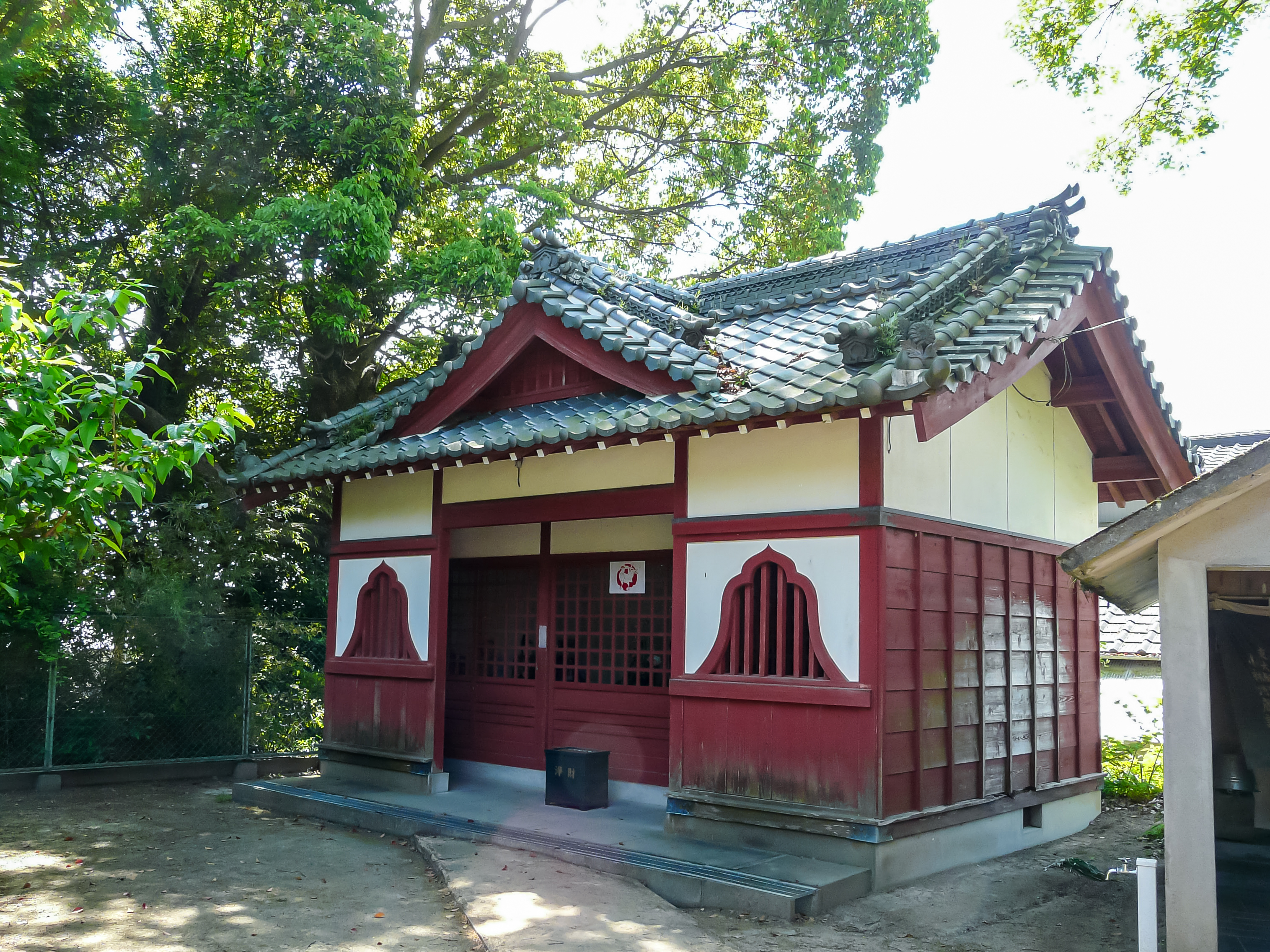
閻魔堂
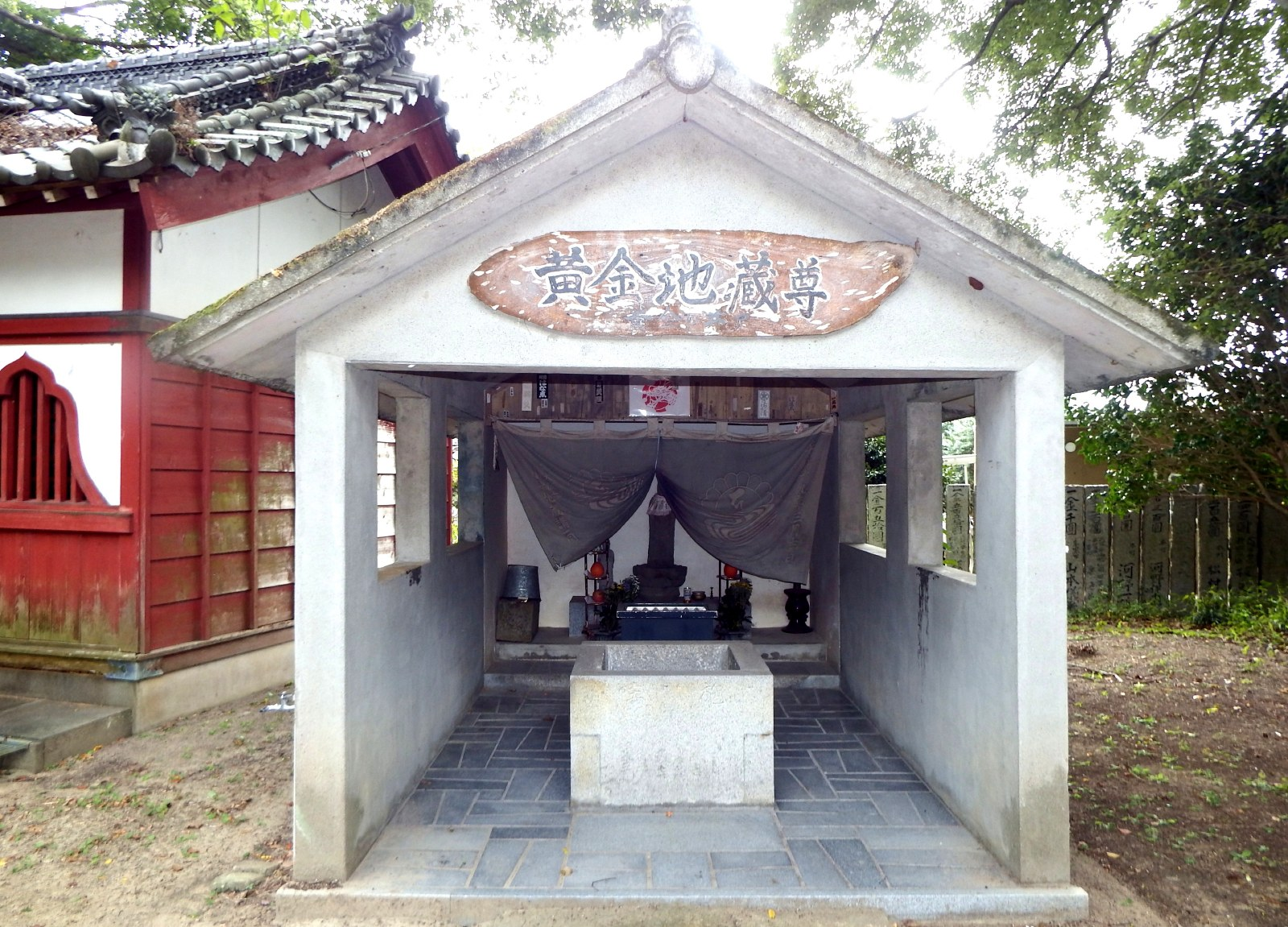
黄金の井戸
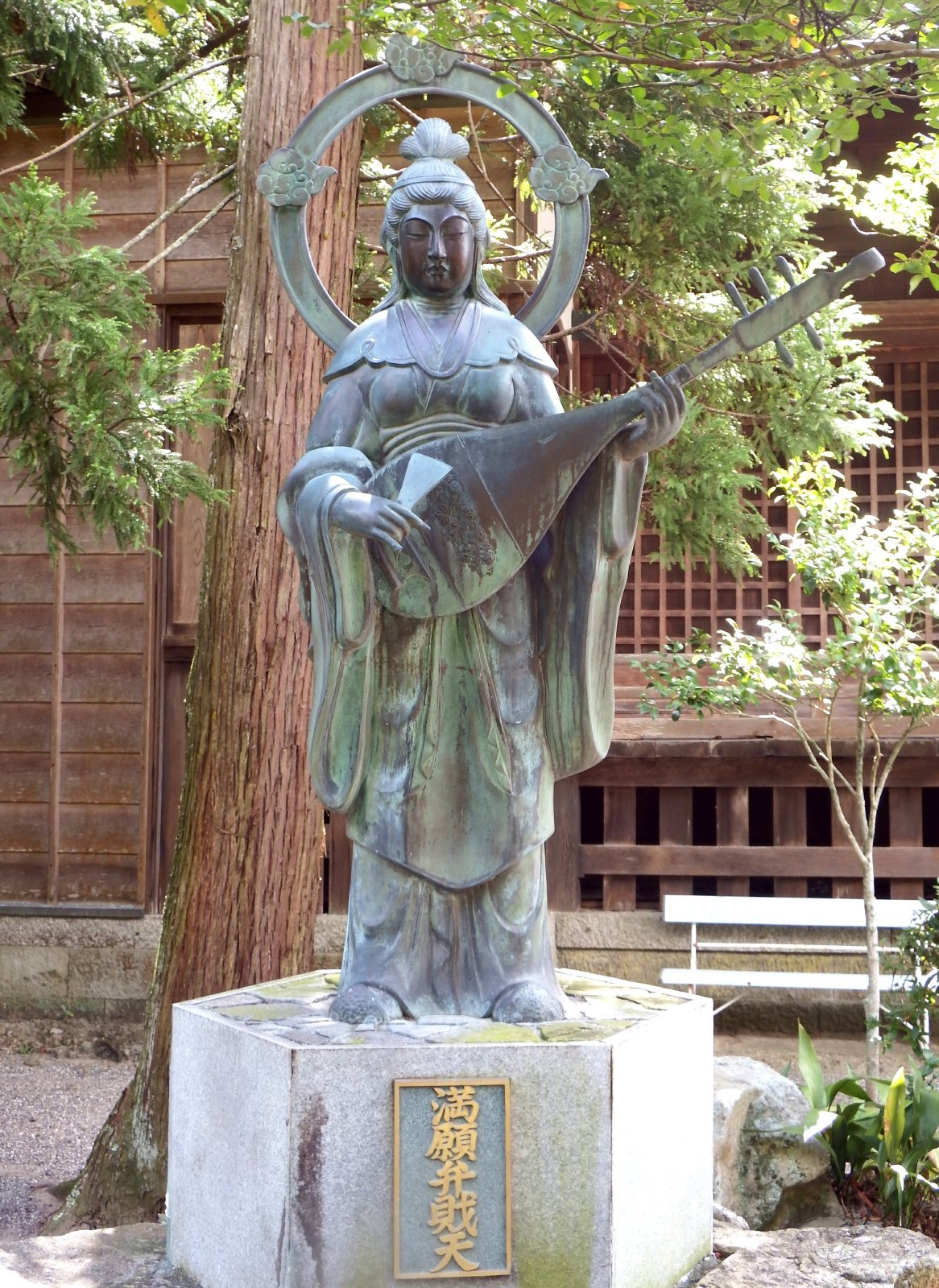
満願弁財天
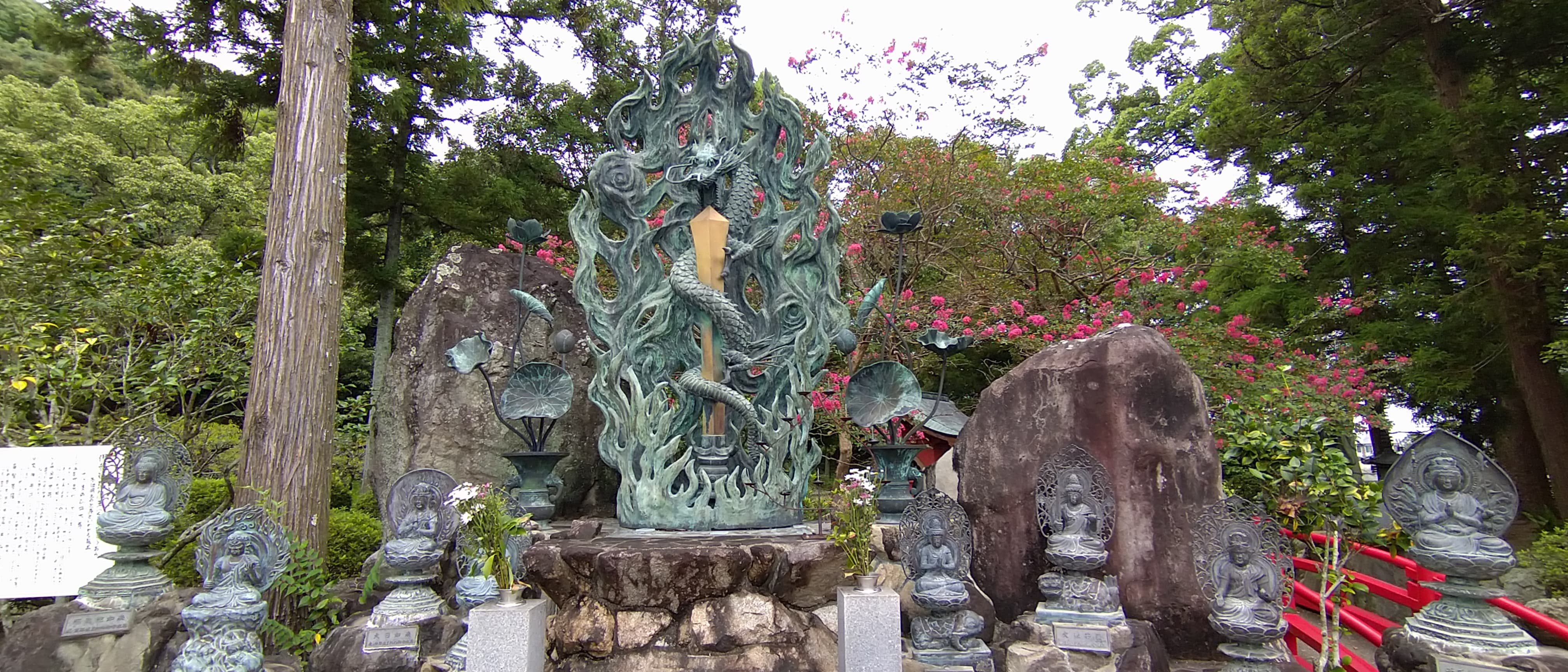
俱利伽羅龍王
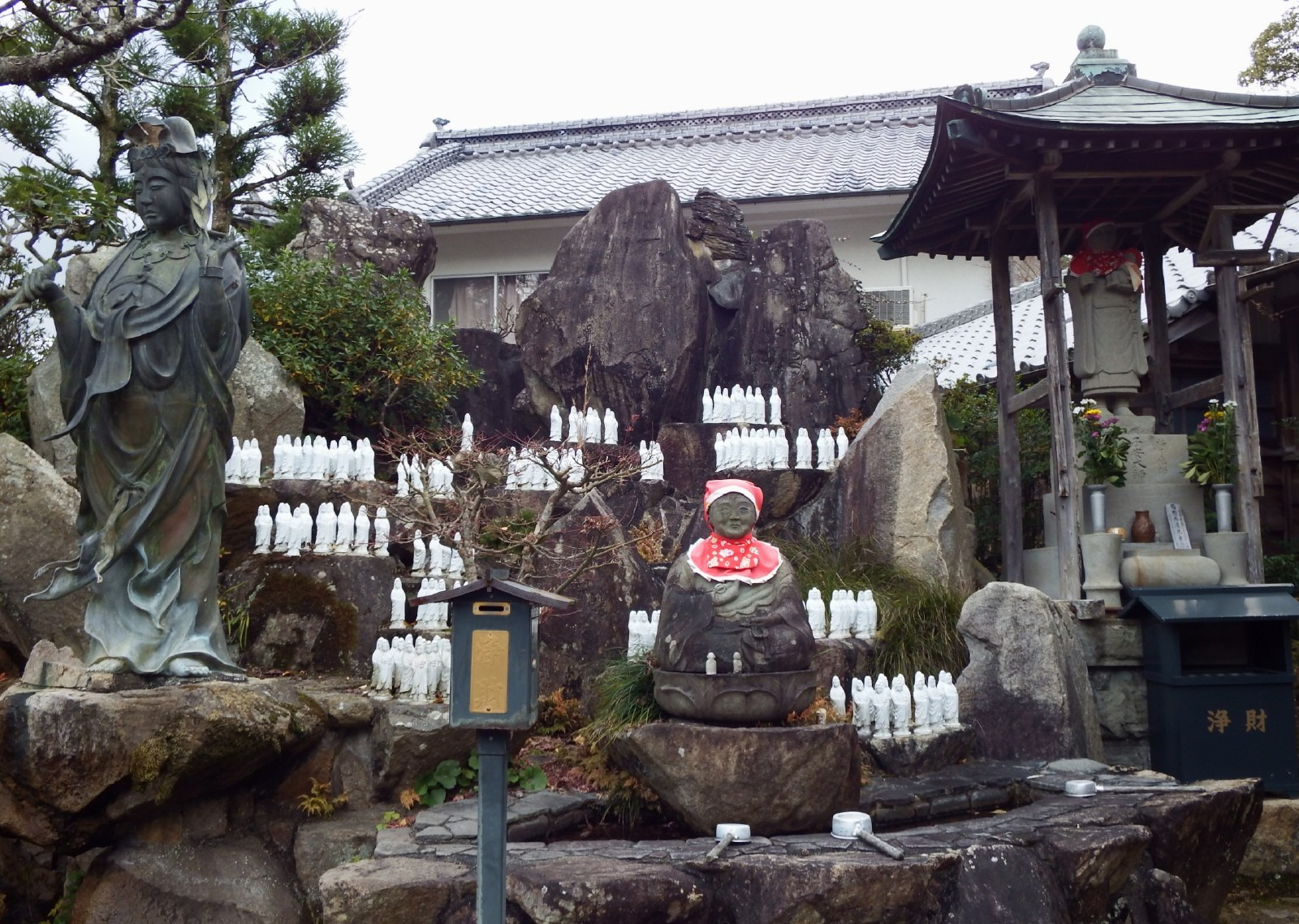
慈母観音像など
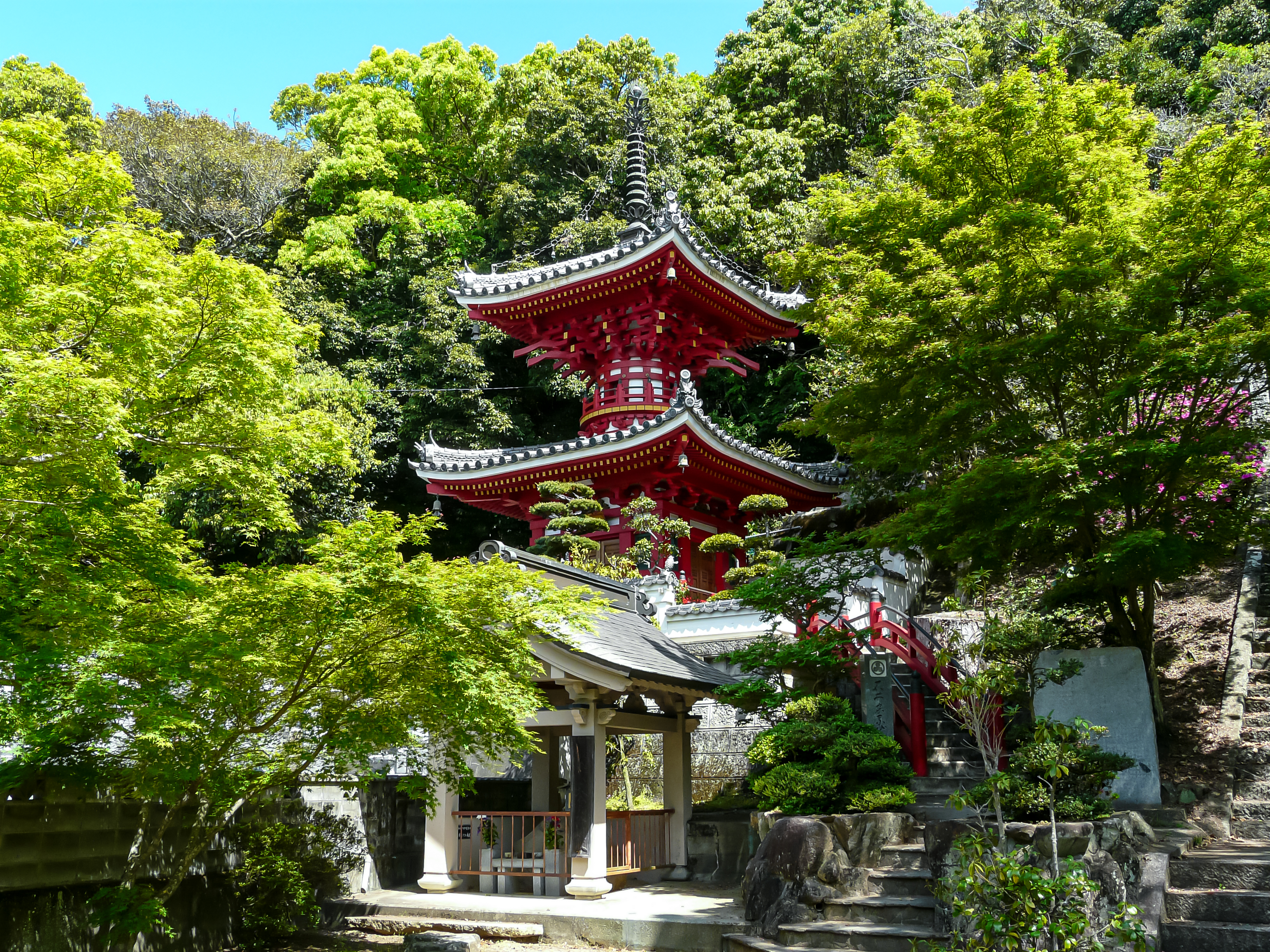
多宝塔と長慶天皇陵（下）
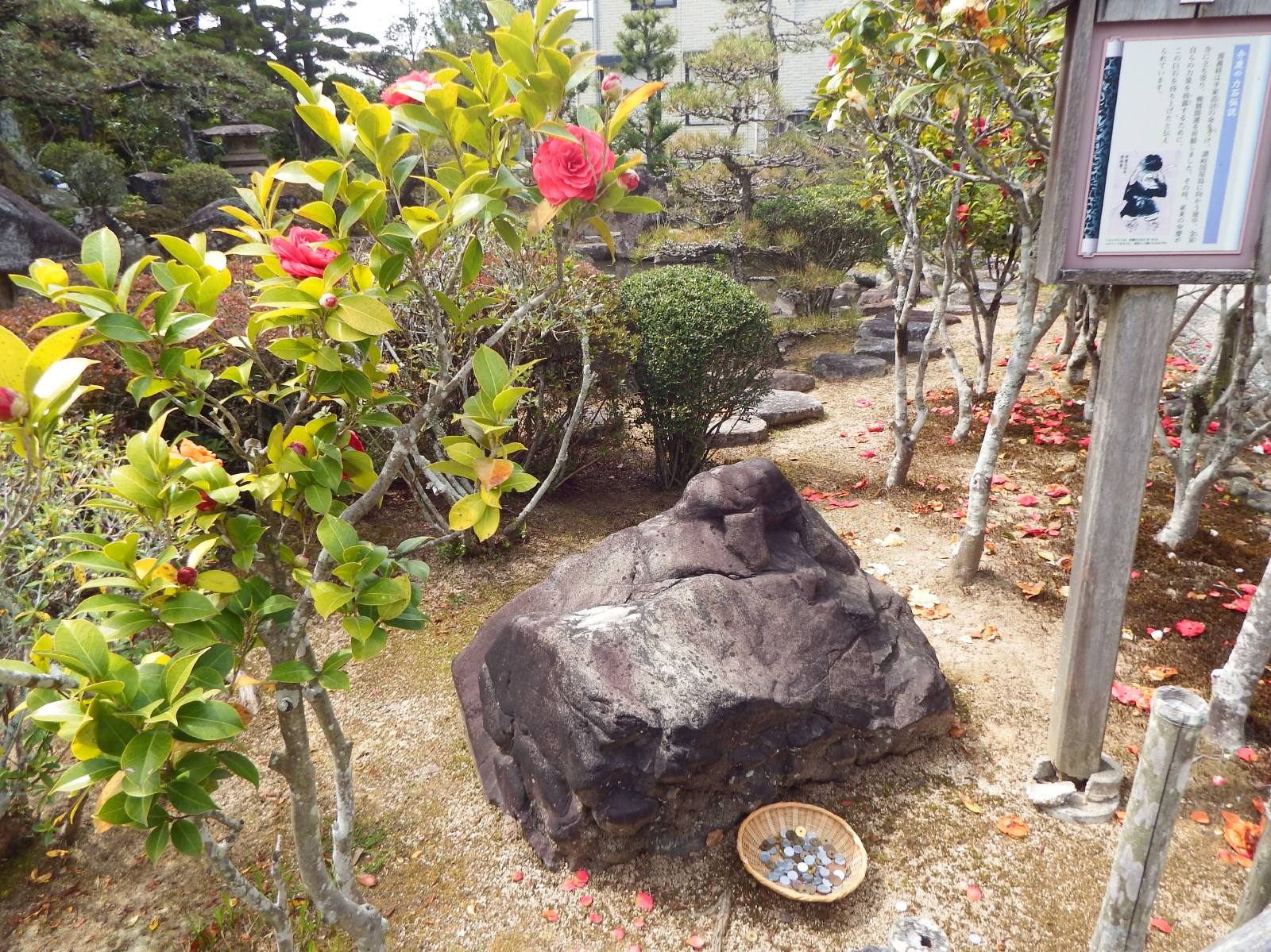
弁慶の力石
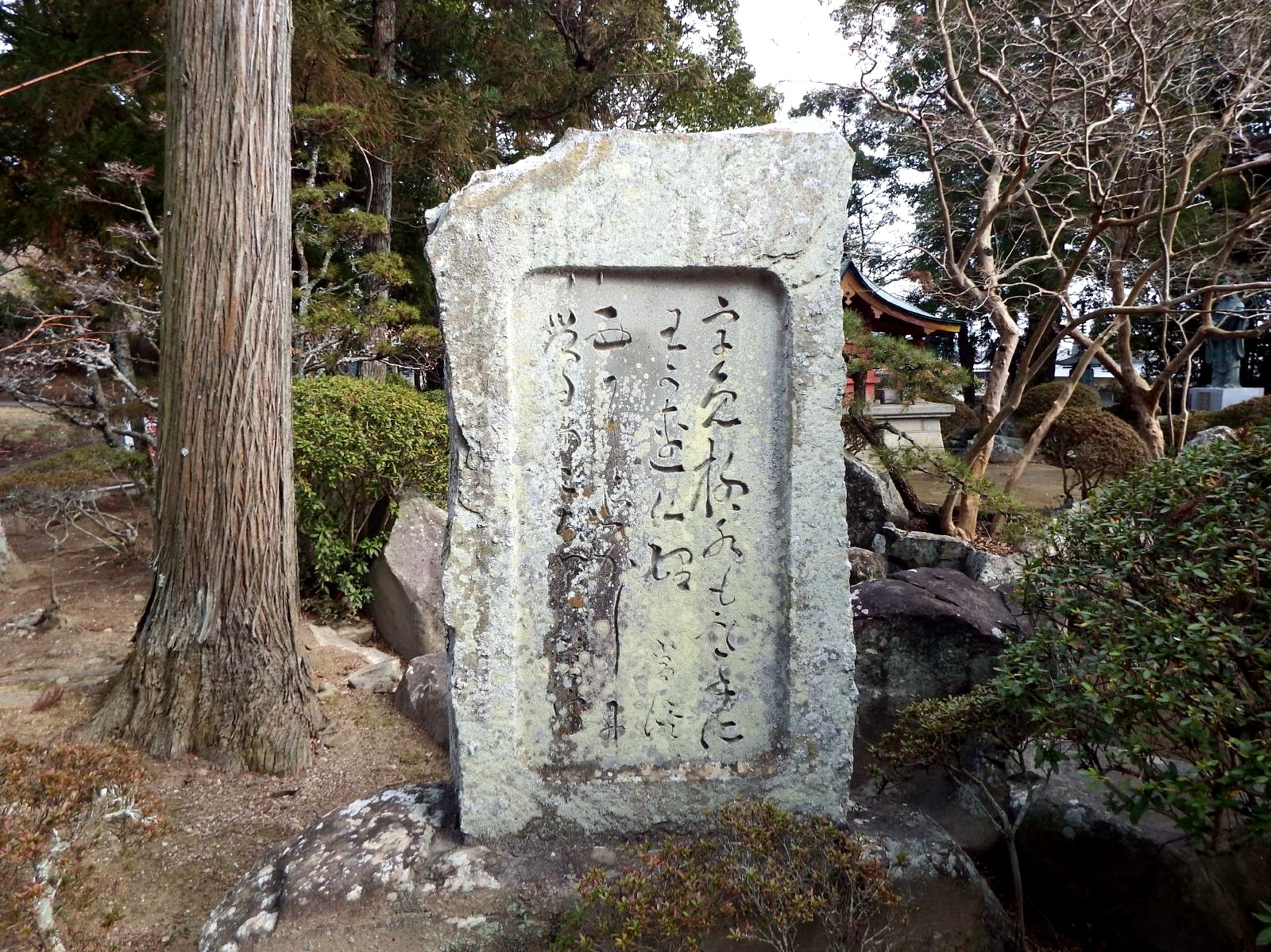
句碑

## 文化財
板野町指定史跡
- 金泉寺 - 昭和49年2月1日指定[5]

板野町指定有形文化財
- 両界曼荼羅図 2幅 - 昭和49年2月1日指定
- 金泉寺出土の瓦 6枚 - 昭和49年2月1日指定

## 交通案内
鉄道
- 四国旅客鉄道（JR四国）高徳線 - 板野駅下車 (0.7 km)

路線バス
- 徳島バス 鍛冶屋原線「板野駅南」下車 (0.7 km)

道路
- 一般道：徳島県道12号鳴門池田線 大寺 (0.3 km)
- 自動車道：高松自動車道 板野IC (1.0 km)、徳島自動車道 藍住IC (3.2 km)

## 前後の札所
四国八十八箇所
2 極楽寺 --(2.6 km)-- 3 金泉寺 --(5.0 km)-- 4 大日寺
阿波西国三十三観音霊場（東部）
22 妙薬寺 -- 23 金泉寺 -- 24 地蔵寺
阿波北嶺薬師霊場
8 東光寺 -- 9 金泉寺 -- 10 妙薬寺

## 奥の院
愛染院（あいぜんいん）
四国巡錫中の弘法大師（空海）がこの地に霊気を感じ不動明王を刻み安置したことから始まる。
- 所在地：板野町那東居内32（愛染院）

## 周辺の番外霊場
旧撫養街道を東より
釈迦庵
釈迦如来像・弘法大師像・薬師如来像を祀る。
- 所在地：徳島県板野郡板野町川端字諏訪（釈迦庵）

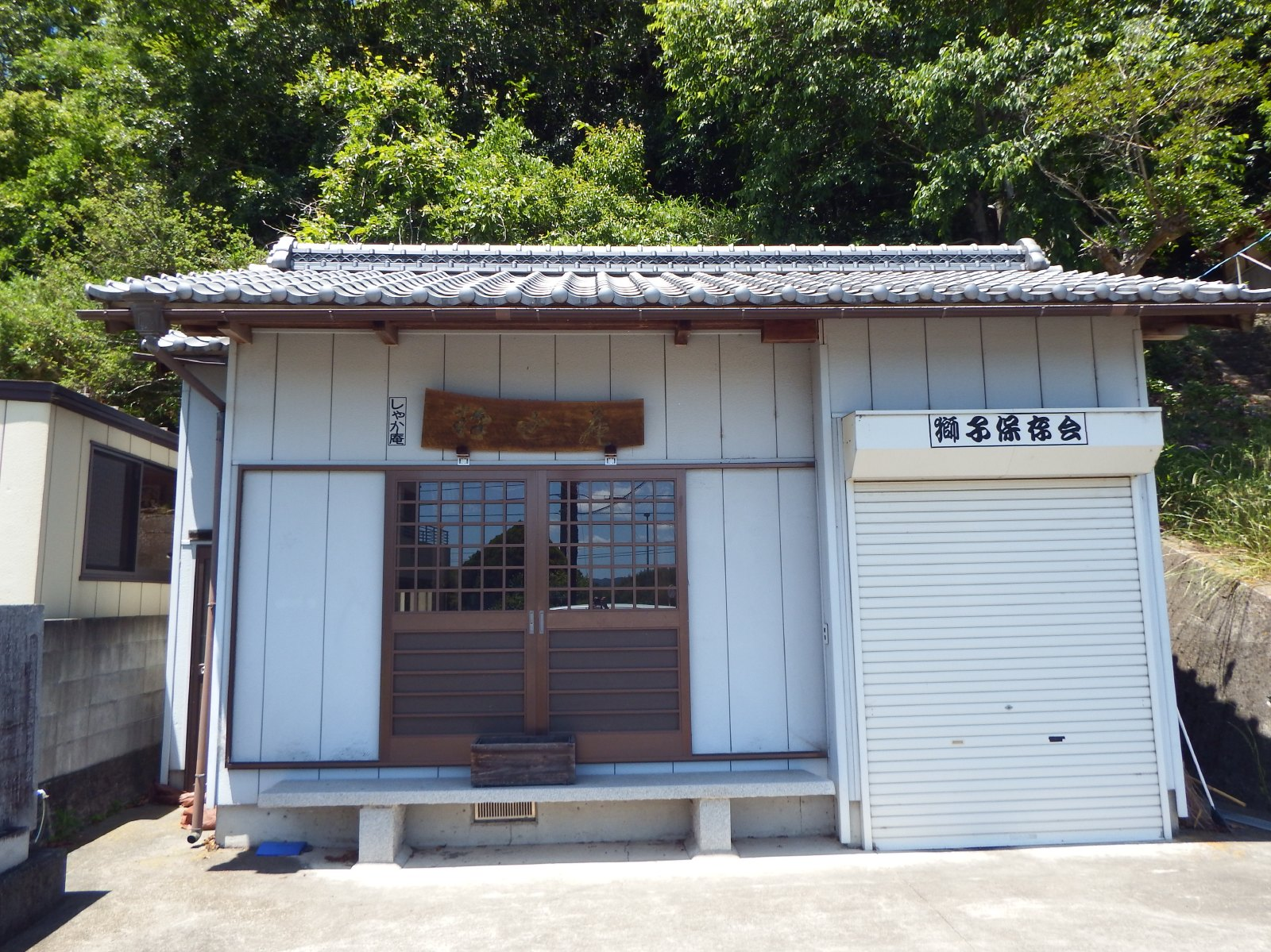
釈迦庵
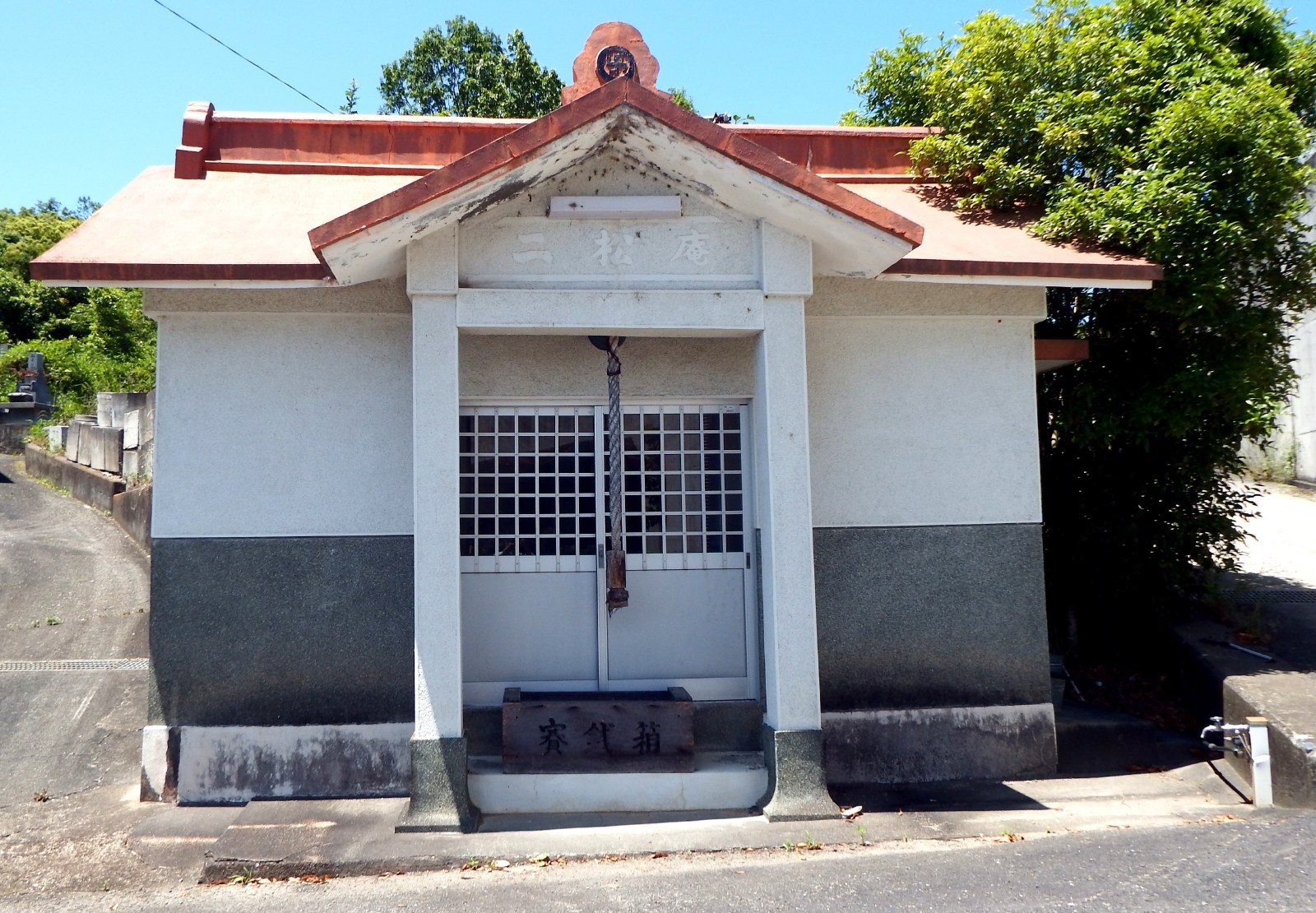
二松庵
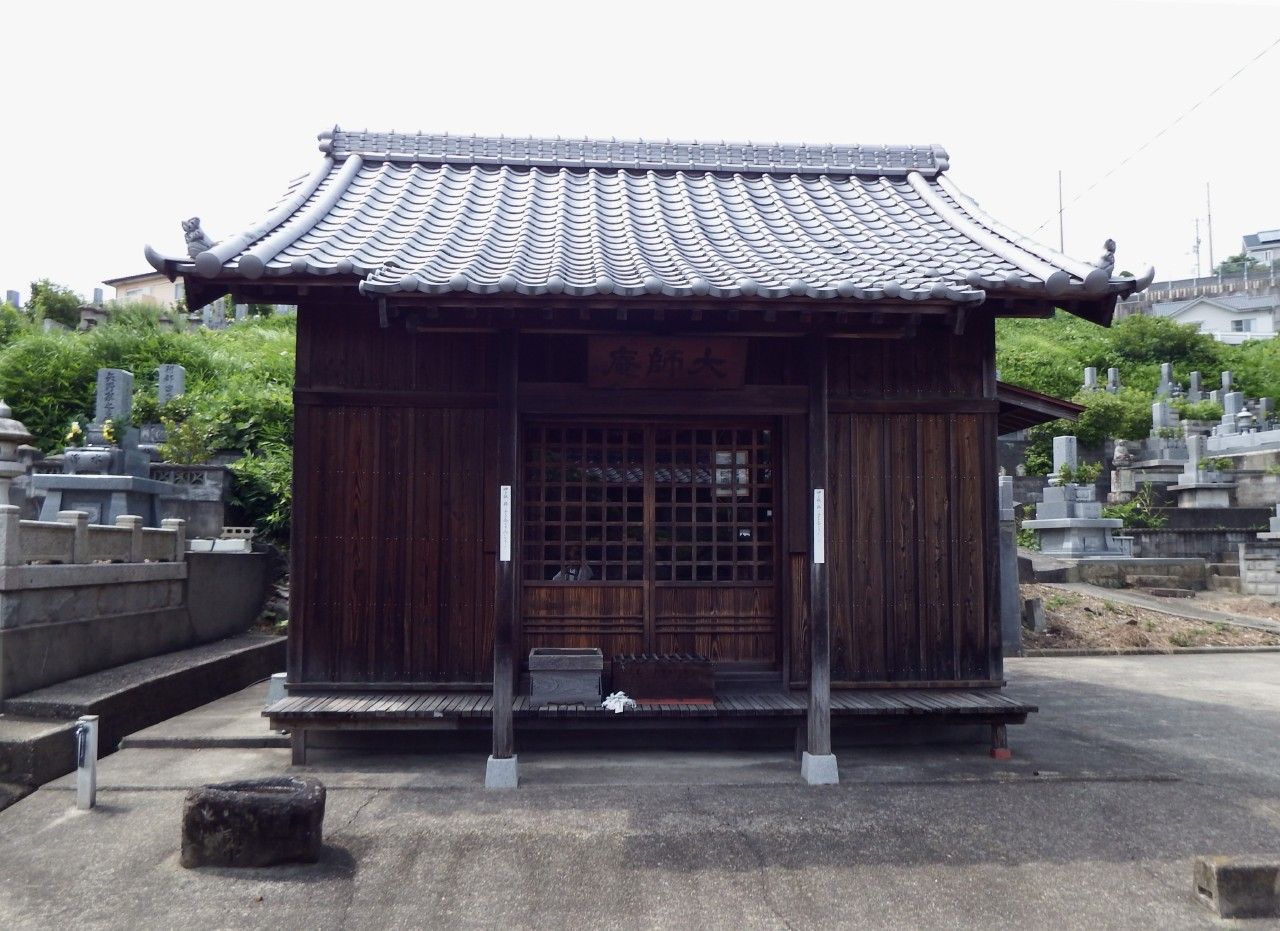
宝国寺の大師庵

二松庵
弘法大師像・薬師如来像を祀る。
- 所在地：徳島県板野郡板野町川端西ノ宮10-10（二松庵）

宝国寺（ほうこくじ）極意山千手院
引導大師と呼ばれ、大師像を祀る。奥の院と称するが否定する意見もある。
- 所在地：徳島県板野郡板野町大字大寺岡上（宝国寺）

- 釈迦庵
- 二松庵
- 宝国寺の大師庵

### 藍染庵
愛染明王を本尊とする愛染庵であったが、阿波藍に功績のあった犬伏久助像（板野町指定有形文化財・日本遺産81番2019年5月20日指定「藍のふるさと 阿波〜日本中を染め上げた至高の青を訪ねて〜」の構成要素の一つ）を安置してから藍染庵と呼ばれるようになった。元三番奥之院。
- 所在地：徳島県板野郡板野町松谷山ノ内奥1（藍染庵）

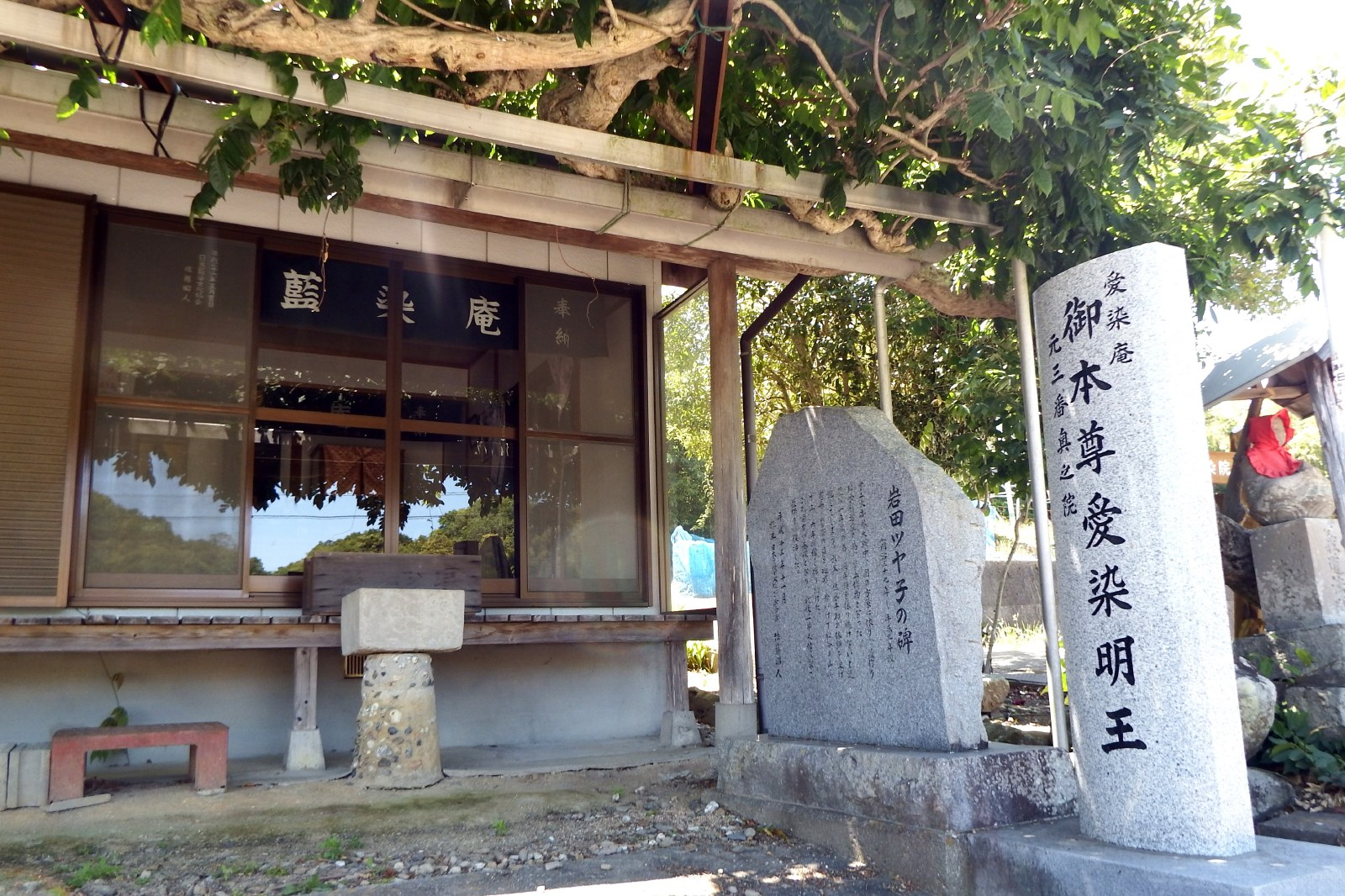
藍染庵
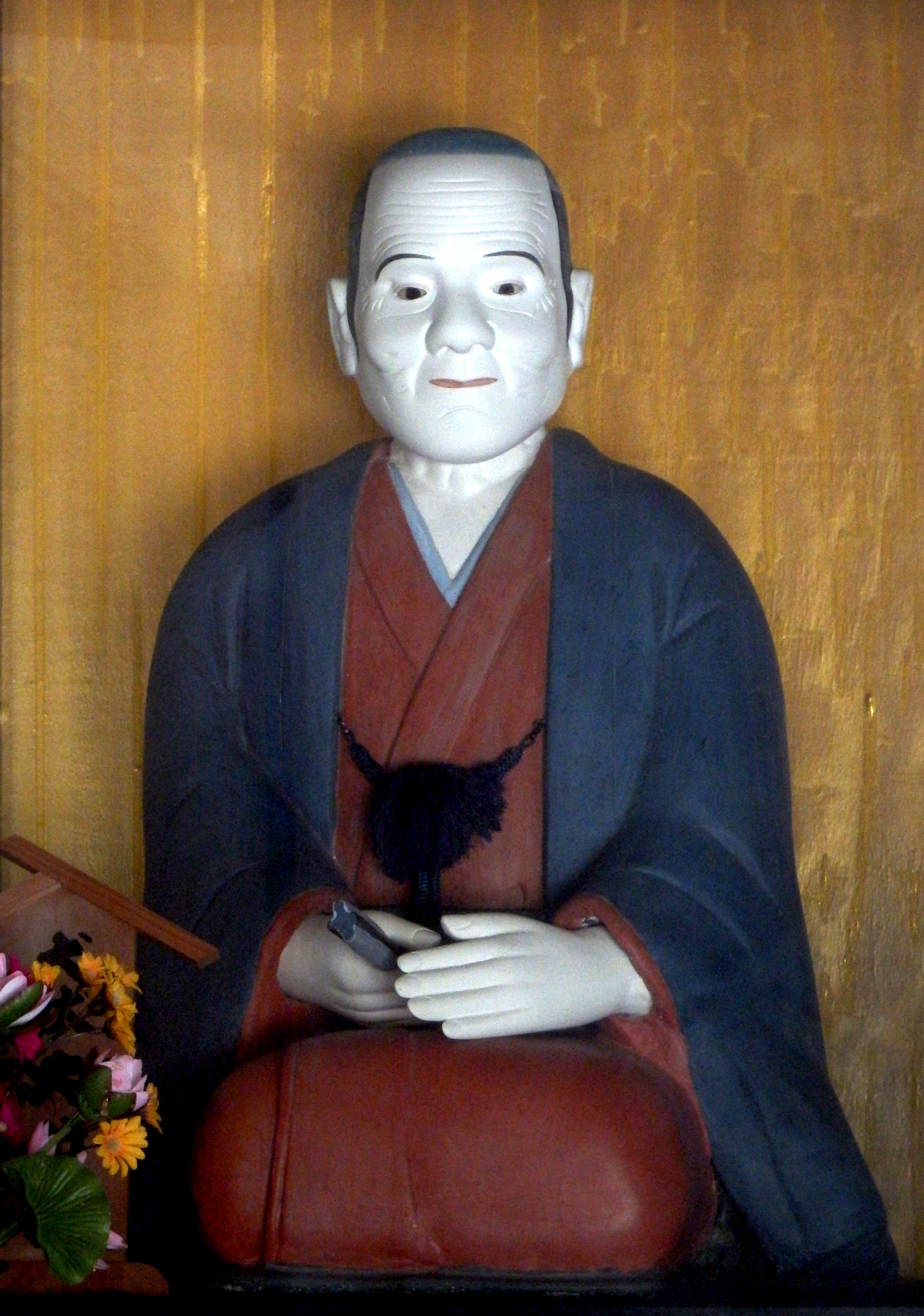
犬伏久助像